# Hydropsyche aerata
Hydropsyche aerata är en nattsländeart som beskrevs av Ross 1938. Hydropsyche aerata ingår i släktet Hydropsyche och familjen ryssjenattsländor. Inga underarter finns listade i Catalogue of Life.